# مار (عنوان)
مار (انگلیسی: Mar) در زبان سریانی (ܡܪܝ Mār) در زبان آرامی به معنی ارباب است.
کلمه مشابهی به معنای «ارباب» در آرامی یهودی بابلی استفاده می‌شود.
این عناوین در یهودیت و مسیحیت سریانی استفاده می‌شود.